# NGC 4030
NGC 4030 је спирална галаксија у сазвежђу Девица која се налази на NGC листи објеката дубоког неба.
Деклинација објекта је - 1° 6' 2" а ректасцензија 12h 0m 23,4s. Привидна величина (магнитуда) објекта NGC 4030 износи 10,6 а фотографска магнитуда 11,4. Налази се на удаљености од 22,820 милиона парсека од Сунца. NGC 4030 је још познат и под ознакама UGC 6993, MCG 0-31-16, CGCG 13-33, IRAS 11578-0049, PGC 37845.